# كادوني عليا (مقاطعة دورة)
كادوني عليا (بالفارسية: کادونی علیا) هي قرية تقع في قسم ويسيان الريفي (مقاطعة دورة) في إيران. يقدر عدد سكانها بـ 227 نسمة .